# Сончат Ратіватана
Сончат Ратіватана (нар. 23 січня 1982) — колишній таїландський тенісист.
Найвищу одиночну позицію світового рейтингу — 655 місце досяг 3 травня 2004, парну — 39 місце — 28 квітня 2008 року.
Здобув 2 парні титули.
Найвищим досягненням на турнірах Великого шолома було 3 коло в парному розряді.

## Фінали турнірів ATP за кар'єру

### Парний розряд: 3 (2–1)
| Легенда                                     |
| ------------------------------------------- |
| Турніри Великого шолома (0–0)               |
| Фінали Світового туру ATP (0–0)             |
| Серія Мастерс 1000 Світового Туру ATP (0–0) |
| Серія 500 Світового туру ATP (0–1)          |
| Серія 250 Світового туру ATP (2–0)          |

| Титули за покриттям |
| ------------------- |
| Тверде (2–1)        |
| Ґрунт (0–0)         |
| Трава (0–0)         |

| Титули за типом корту |
| --------------------- |
| Відкритий (1–0)       |
| Закритий (1–1)        |

| Результат | В-П | Дата     | Турнір                                         | Рівень      | Покриття   | Партнер           | Суперники                           | Рахунок          |
| --------- | --- | -------- | ---------------------------------------------- | ----------- | ---------- | ----------------- | ----------------------------------- | ---------------- |
| Перемога  | 1–0 | Вер 2007 | Thailand Open, Таїланд                         | Інтернешнл  | Тверде (i) | Санчай Ратіватана | Мікаель Льодра Ніколя Маю           | 3–6, 7–5, [10–7] |
| Перемога  | 2–0 | Січ 2008 | Maharashtra Open, Індія                        | Інтернешнл  | Тверде     | Санчай Ратіватана | Маркос Багдатіс Марк Жікель         | 6–4, 7–5         |
| Поразка   | 2–1 | Лют 2008 | U.S. National Indoor Tennis Championships, США | Інтер. Ґолд | Тверде (i) | Санчай Ратіватана | Магеш Бгупаті Марк Ноулз (тенісист) | 6–7(5–7), 2–6    |

## Часова шкала виступів на турнірах Великого шлему в парному розряді
| W | Ф | ПФ | ЧФ | #Р | КТ | К# | DNQ | A | NH |

| Турнір                                 | 2006 | 2007 | 2008 | 2009 | 2010 | 2011 | 2012 | 2013 | В-П  |
| -------------------------------------- | ---- | ---- | ---- | ---- | ---- | ---- | ---- | ---- | ---- |
| Відкритий чемпіонат Австралії з тенісу |      |      | 1р   |      |      | 1р   |      | 1р   | 0–3  |
| Відкритий чемпіонат Франції з тенісу   |      |      | 1р   |      |      |      |      | 1р   | 0–2  |
| Вімблдонський турнір                   | 2р   | 1р   | 1р   | 2р   | 3р   | 1р   | 2р   | 2р   | 6–8  |
| Відкритий чемпіонат США з тенісу       |      |      | 1р   |      |      |      | 1р   |      | 0–2  |
| В-П                                    | 1–1  | 0–1  | 0–4  | 1–1  | 2–1  | 0–2  | 1–2  | 1–3  | 6–15 |